# Gidon Lev
Gidon Lev (גדעון לב; geboren als Peter Wolfgang Löw am 3. März 1935 in Karlsbad, Tschechoslowakei) ist ein israelischer Milchbauer und Holocaust-Überlebender. Im Alter von sechs bis zehn Jahren war er im Ghetto Theresienstadt interniert. Von 15.000 Kindern, die durch das Lager Theresienstadt kamen, ist er einer der wenigen, die überlebt haben. Lev wurde als Zeitzeuge in Sozialen Medien bekannt.

## Leben
Levs Eltern stammten aus säkularen jüdischen Familien, die seit vielen Generationen in Österreich-Ungarn gelebt hatten. Als Nazideutschland 1938 das Sudetenland annektierte, floh seine Familie nach Prag. 1941 wurden Lev und seine Familie in das Ghetto Theresienstadt transportiert.
Lev war zehn Jahre alt, als die Rote Armee das Konzentrationslager im Mai 1945 befreite. Lev war eines der wenigen Kinder, die überlebt hatten. Er sah seinen Vater nur zweimal im Lager. Dieser wurde später nach Auschwitz transportiert und von dort auf einen Todesmarsch nach Buchenwald geschickt, den er nicht überlebte. Lev und seine Mutter überlebten. Nach der Befreiung zogen sie nach Kanada.
Im Jahr 1959 wanderte Lev nach Israel ein und nahm im Kibbuz Hazorea im Jesreeltal die Landwirtschaft auf. Er diente während des Sechstagekriegs und des Abnutzungskrieges in der israelischen Armee.
Lev war zweimal verheiratet und hat sechs Kinder, 15 Enkel und zwei Urenkelinnen.

## Wirken
Nach dem Tod seiner zweiten Frau lernte Lev die Autorin Julie Gray kennen, mit der er seit 2017 liiert ist. Lev und Gray veröffentlichten 2020 das Buch The True Adventures of Gidon Lev: Rascal, Holocaust Survivor, and Optimist. Das Werk wurde weltweit rezipiert. 2024 folgte Let's Make Things Better, das in einer deutschen Übersetzung beim Mosaik Verlag erschien. Dort reiht sich das Werk in die „Bücher gegen das Vergessen“ ein.
In den letzten Jahren wurde Gidon Lev durch seine Präsenz auf Instagram und TikTok bekannt. Dort sprach er über seine Erlebnisse im Holocaust, um junge Menschen aufzuklären und gegen Antisemitismus zu kämpfen. Im November 2023 deaktivierte er seinen Account. Nach dem Angriff der Hamas auf Israel im Jahr 2023 hatte er zahlreiche Hasskommentare erhalten.

## Werke
- The True Adventures of Gidon Lev: Rascal. Holocaust Survivor. Optimist. Ramat Gan 2020, ISBN 978-1-73524-970-4.
- Let's Make Things Better. Ramat Gan 2024, ISBN 978-1-03-504398-9.